# فرانک تورتیلر

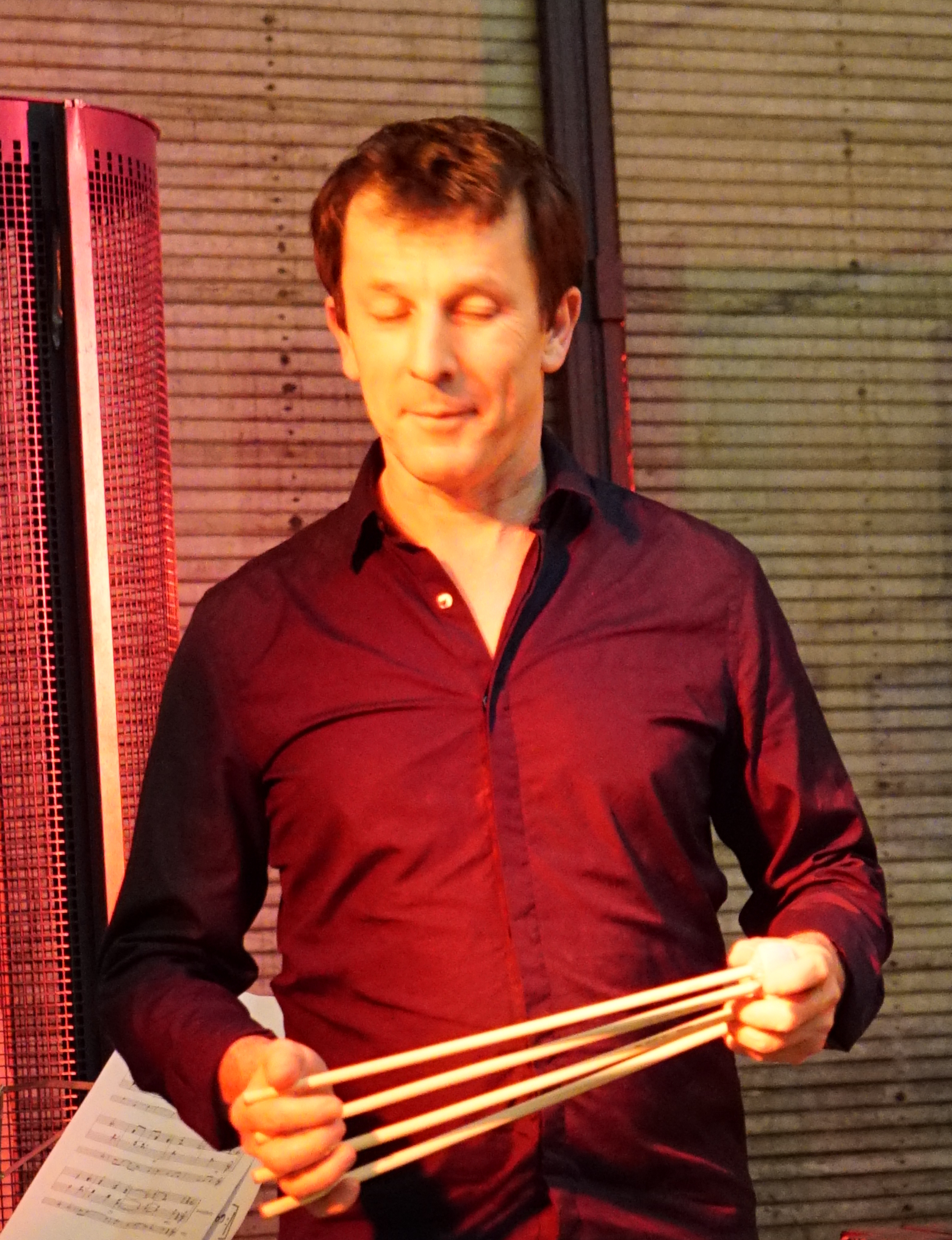

فرانک تورتیلر زاده ۱۹۶۳ میلادی، نوازنده سازهای جاز می‌باشد. او تحصیلاتش را در شهر دیژون به پایان رساند. 